# Aeroportul Zuwarah
Aeroportul Zuwarah (IATA: WAX, ICAO: HLZW) este un aeroport din Libia ce deservește zona Zuwarah. A fost numit după zona deservită.
Situat la o altitudine de 3 m, aeroportul dispune de 1 pistă.

## Infrastructură

### Piste
Aeroportul dispune de o singură pistă. Pista 06/24 are suprafața de asfalt și dimensiunile 1.800 m × 45 m. 